# Южные Курилы

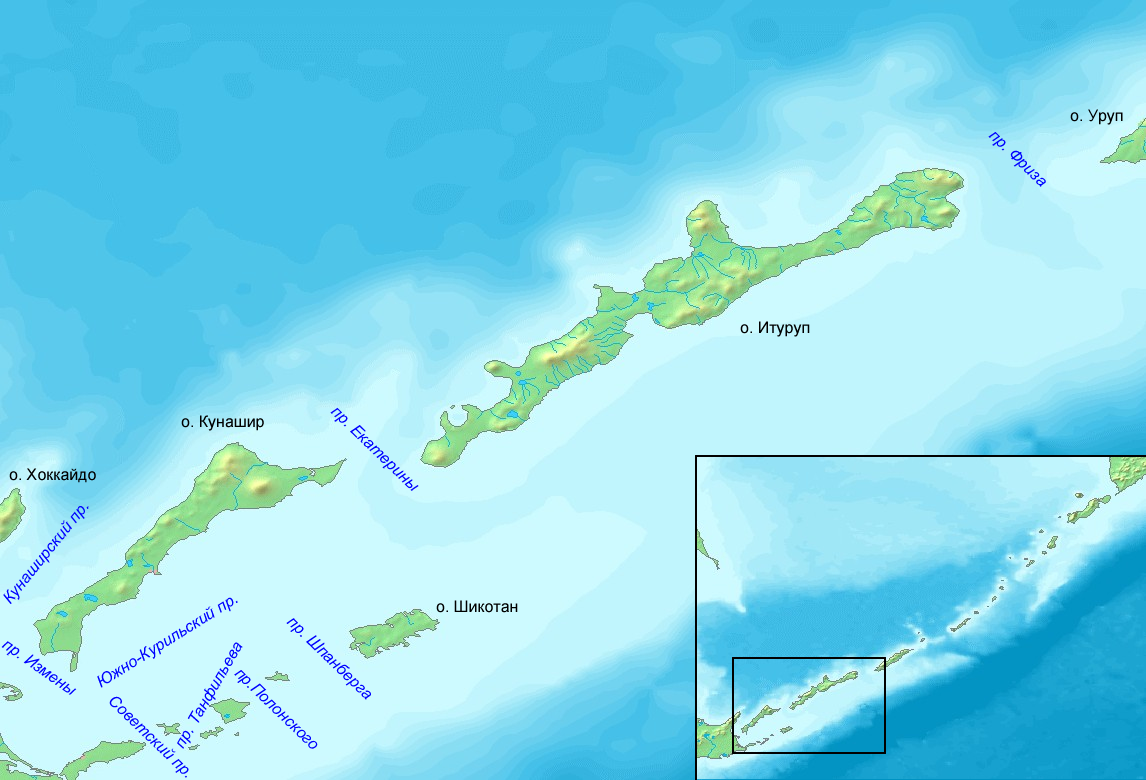
Карта Южных Курил, включая часть о. Уруп

Ю́жные Кури́лы или Южные Кури́льские острова́ (яп. 北方地域) — условное обозначение южной группы островов Курильского архипелага, объединяемых в научно-исследовательских материалах по принципу наличия общих особенностей географии, геологического строения, климата, а также флоры и фауны. Включают цепь островов Большой Курильской гряды от Урупа на севере до Кунашира на юге, а также Малую Курильскую гряду. От Северных Курил отличаются бо́льшими размерами и довольно высокими пиками. Их общая площадь составляет 5 тыс. км² (чуть меньше Адыгеи и чуть больше Ингушетии) — и это чуть менее половины всей площади архипелага. Все острова Южных Курил входят в состав Сахалинской области России; и все, кроме Урупа, оспариваются Японией.

## Происхождение
Все Южные Курилы имеют вулканическое происхождение. В геологическом плане блок островов Южных Курил является пограничным, располагаясь в области стыка Курильской дуги с системами о. Хоккайдо, с которым они активно взаимодействуют в сейсмическом плане. Анализ закономерностей распределения землетрясений показывает очень сложный и нестабильный характер геологии Южных Курил.

## Климат
Для южных островов характерен несколько менее жёсткий ветровой режим, а также гораздо более мягкий климат. На охотоморской стороне к ним подходят воды тёплого течения Соя, а с тихоокеанской стороны подходит холодное (Курильское течение). Его ответвления входят и в Охотское море по проливам между островами Кетой, Симушир и Уруп, где смешиваются с теплыми водами, создавая благоприятные условия для формирования разнообразия местной флоры и фауны.
Сумма вегетативных температур на Южных Курилах резко нарастает от 520 °С на севере Урупа до 1 350°С на Итурупе и до более чем 1750°С на юге Кунашира, что является максимальным показателем для Курильского архипелага. Климат в целом характеризуется как океанический морской из-за отсутствия сильных морозов зимой. Рекорды минимальных температур для Южных Курил составляют лишь −16 °С, что немного ниже чем на Средних Курилах. Количество осадков здесь также несколько ниже.

## Флора и фауна
На Южных Курилах господствует относительно мягкий океанический климат, поэтому бурые медведи могут вообще не ложиться в спячку. На Кунашире зафиксированы случаи нападения медведей на людей со смертельным исходом. Быстрые горные реки обычно не замерзают и в них продолжает заходить рыба. 
Пролив Буссоль в целом играет роль естественной границы между Средними и Южными Курилами во флористическом отношении. Он отделяет Циркумбореальную (к северу) зону от Восточноазиатской (к югу), хотя отдельные следы бореальной флоры можно найти и на севере Урупа, на полуострове Кастрикум. Во флоре Южных Курил насчитывается 1215 видов сосудистых растений, 535 родов, 128 семейств, в то время как на Северных Курилах — 582 вида, 248 родов и 71 семейство, на Средних Курилах — 334, 186, 66. В основе своей флора Южных Курил неморальна.
Уровень выраженности изменчивости и формообразования у растений на Южных Курилах значительно выше, чем на Северных Курильских островах.
На южных островах (Кунашир, Шикотан, юг Итурупа) распространены темнохвойные и хвойно-широколиственные леса с лианами и мощным бамбучником в подлеске, местами (Шикотан, Итуруп) встречается редколесье из курильской лиственницы. К северу от перешейка Ветровой на острове Итуруп и до острова Расшуа в лесном поясе распространено криволесье из каменной берёзы с курильским бамбуком, выше — кедровый и ольховый стланики.
Морская флора здесь почти также богата и разнообразна как и сухопутная. В летне-осенний период и даже в начале зимы через южнокурильский район проходит массовая миграция лососей, которые летом совершают анадромные (вверх по течению нерестовых рек) миграции к местам нереста, а осенью — катадромные (сплавные) — в районы нагула. Первой по встречаемости акулой в водах Южных Курил является колючая акула (катран), второй — тихоокеанская сельдевая (лососевая) акула.

## Население
Ввиду относительно благоприятных климатических условий, Южные Курилы, в первую очередь самые крупные из них острова Кунашир, Итуруп и Шикотан концентрируют большую часть жителей Курильского архипелага. Остальные острова необитаемы, хотя в эпоху японской администрации (1855—1945) густо заселены были даже самые мелкие из них. По данным текущего учёта на 1 января 2023 года, на Южных Курилах проживают 18 403 человека (преимущественно русские), что составляет 88% от общего населения Курильских островов. 
К началу XXI века Южные Курилы, в отличие от Северных и Средних, сохраняют и даже увеличивают своё постоянное население, как гражданское, так и военное. На островах Шикотан, Кунашир и Итуруп ведётся оживлённое строительство инфраструктуры.

### Японский промысел в районе южных Курильских островов
Японский промысел в российском территориальном море в районе южных Курильских островов регулируется соглашением 1998 года. Соглашение не было продлено в 2023 году.